# Emilia Dilke
Pour les articles homonymes, voir Dilke.
Emilia Francis Strong (2 septembre 1840, Ilfracombe, Devon - 23 octobre 1904), mieux connue sous le nom de Lady Dilke, est une auteure, historienne de l'art, féministe et syndicaliste britannique.

## Biographie
Emilia Francis Strong, la fille d'Henry et d'Emily Weedon Strong, est appelée par son deuxième prénom, avec son orthographe masculine, pendant son enfance et sa jeunesse. Elle grandit à Iffley, près d'Oxford, et fréquente la South Kensington Art School à Londres à la fin de son adolescence.
Elle épouse Mark Pattison, recteur du Lincoln College, Oxford, en 1861 et est alors connue sous le nom de Francis Pattison, Mrs. Mark Pattison, ou, dans certaines de ses publications, comme EFS Pattison.
Après la mort de Mark Pattison en 1884, elle épouse Charles Dilke et est par la suite connue sous le nom de Lady Dilke ou Emilia Dilke. Ses deux mariages font l'objet de discussions publiques.
Elle devient contributrice à la Saturday Review en 1864 et est ensuite pendant de nombreuses années critique des beaux-arts de l'Académie et à partir de 1873 son éditrice d'art, et elle publie dans de nombreuses autres revues en Grande-Bretagne et en France .
Outre de nombreux essais signés et non signés, et ses ouvrages majeurs d'histoire de l'art, elle écrit des essais sur la politique française et sur le syndicalisme et le travail des femmes. Elle publie également deux volumes de nouvelles surnaturelles (un troisième volume paru à titre posthume).
Elle est impliquée dans la Women's Protective and Provident League, plus tard la Women's Trade Union League (WTUL), depuis sa création en 1874 et elle est présidente de la WTUL pendant de nombreuses années jusqu'à sa mort.
Sa nièce, Gertrude Tuckwell (fille de sa sœur Rosa et de son beau-frère le révérend William Tuckwell) collabore étroitement avec elle dans ses activités féministes et syndicalistes, devenant plus tard la première femme magistrat à Londres en 1919 .

## Œuvres

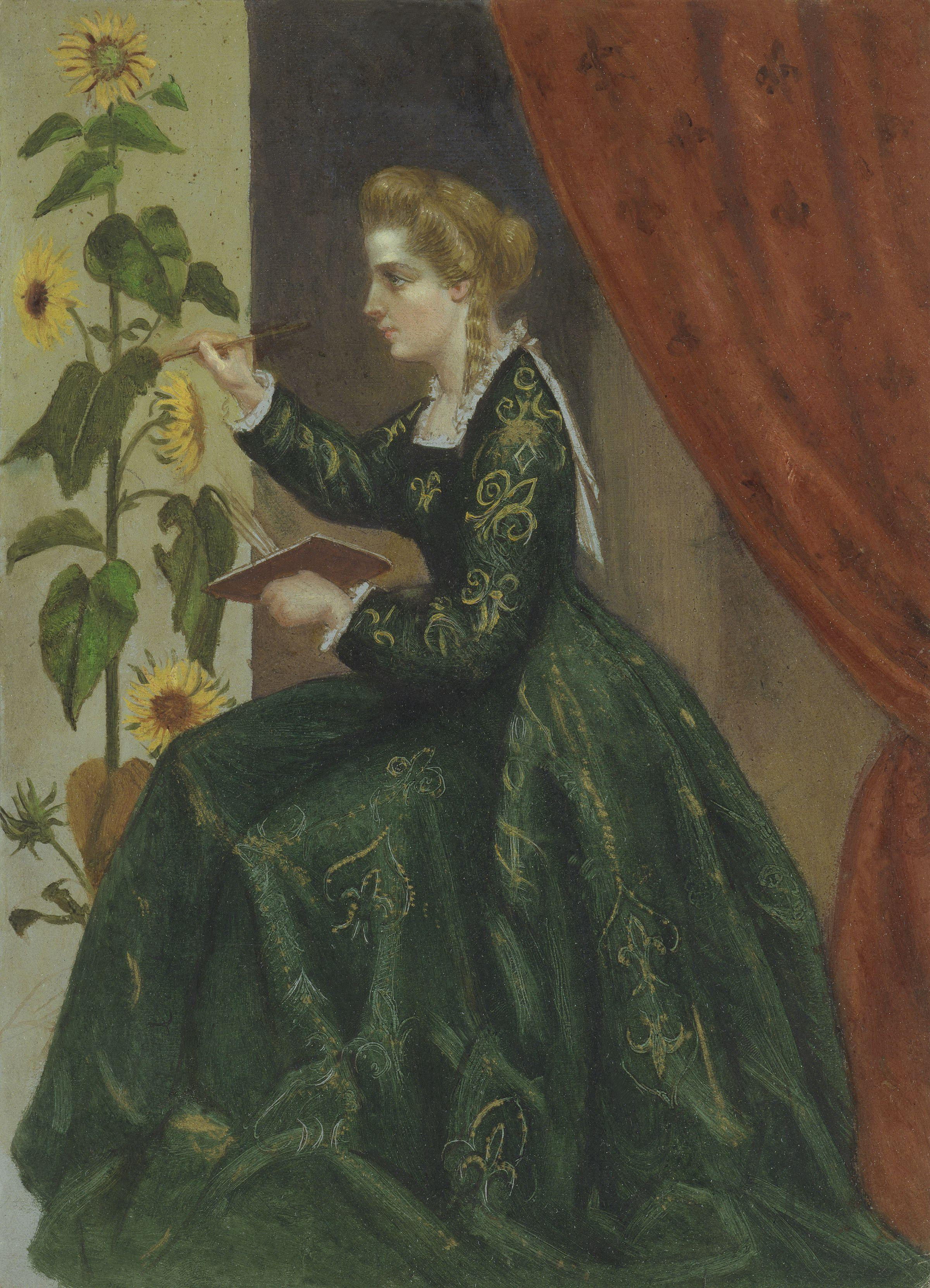
Portrait d'Emilia Dilke par Laura Capel Lofft (plus tard Lady Trevelyan), vers 1864.

Outre de nombreux articles dans des périodiques, elle publie, sous le patronyme Pattison :
- La Renaissance de l'art en France, 2 vol. (Londres, 1879)
- "Monsieur Frederic Leighton, PRA". Dans Biographies illustrées d'artistes modernes, éd. François G. Dumas (Paris, 1882).
- Claude Lorrain, sa vie et ses oeuvres (Paris, 1884)

Sous le nom de famille Dilke, elle publie les livres suivants :
- L'art dans l'État moderne (Londres, 1888)
- Peintres français du XVIIIe siècle (Londres, 1899)
- Architectes et sculpteurs français du XVIIIe siècle (Londres, 1900)
- Graveurs et dessinateurs français du XVIIIe siècle (Londres, 1902)
- Mobilier et décoration français au XVIIIe siècle (1901)
- Le sanctuaire de la mort et autres histoires (Londres, 1886)
- Le sanctuaire de l'amour et autres histoires (Londres, 1891)
- Le Livre de la vie spirituelle, avec un mémoire de l'auteur (1905) Contes et essais; mémoires de Charles Dilke.
- The Outcast Spirit and Other Stories (Snuggly Books, 2016) Contient la majeure partie de sa fiction.